# Marcel Bombeeck
Marcel Bombeeck (Aalst, 1927 - aldaar, 1978) was een promotor van de zomercarnaval van de Koolstraat, Aalst. Bombeeck was 27 jaar actief in Dekenij Koolstraat, waarvan zijn laatste 12 jaar als voorzitter. Zijn gedenkplaat werd ontworpen door Jozef Van den Steen. De gedenkplaat kwam in de Koolstraat in het jaar 1978. Hij was lid van "De Chevaliers" een Aalsters zangroepje; opgericht in 1973 voor de zomercarnaval.

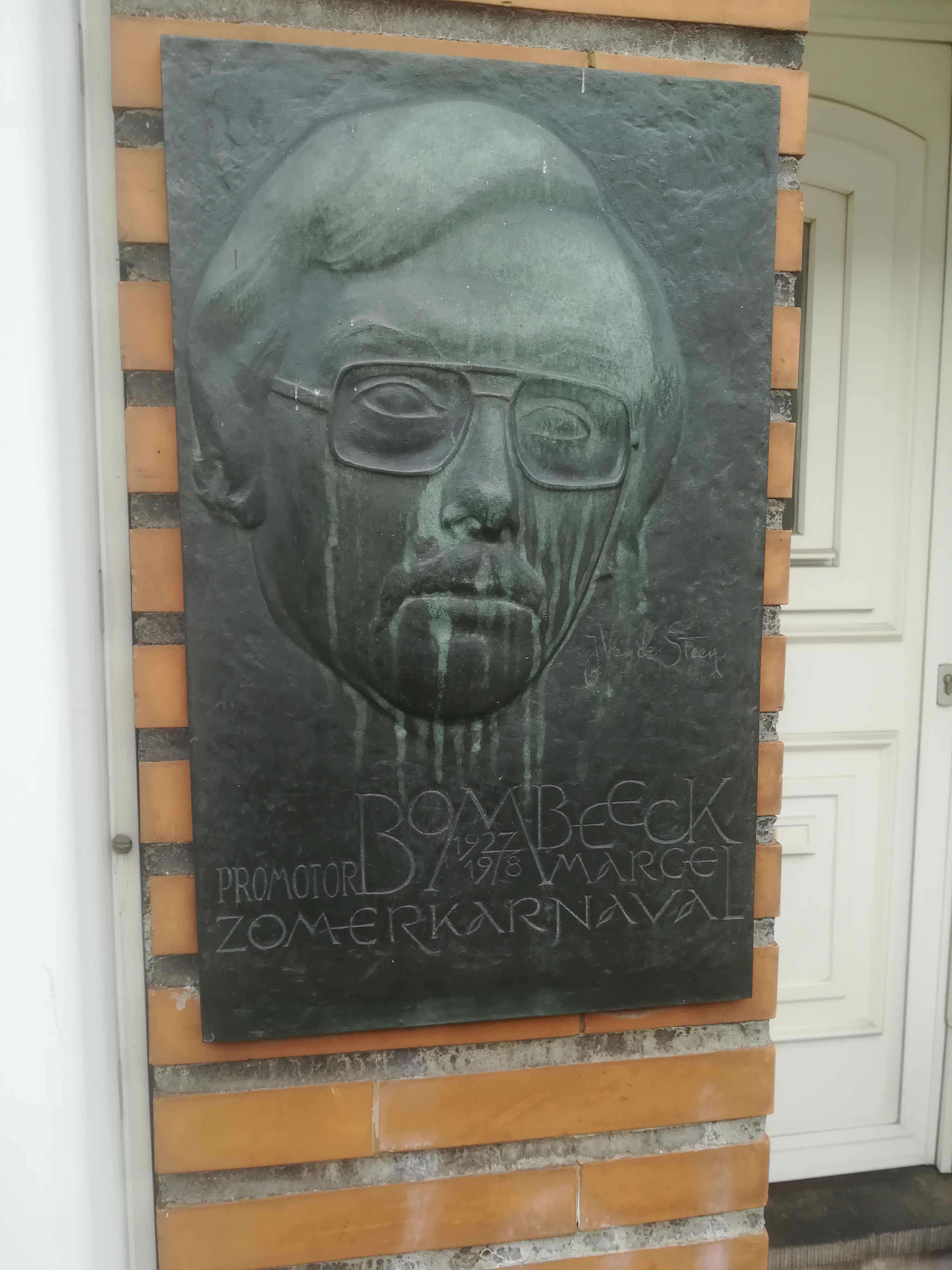
Gedenkplaat Marcel Bombeeck